# Братья Грим (альбом)
«Братья Грим» — дебютный одноимённый студийный альбом группы «Братья Грим», выпущенный 6 июня 2005 года, в день рождения фронтменов коллектива, альбом разошёлся тиражом более 100 тысяч экземпляров и получил статус золотого.

## Создание альбома
Альбом записывался в московских студиях МГСУ, SNC, «Спутник» и частично в городе Киев. В студии МГСУ работал Денис Юровский. В SNC были записаны голосовые дорожки инженерами вокала Игорем Клименковым и Сашей. Вокальная партия песни «Галлюциноген» была записана на студии «Спутник», инженером записи стал Олег Чубыкин. Сведение песен «Ресницы», «Снег и вечер», «Аэроплан», «Катя (маман)», «Пух и перья», «Сердце» и «Раненое Солнце» проходило в студии МГСУ под руководством Сергея Большакова. Сведением композиций «Вторая половина», «Лето», «Галлюциноген», «Кустурица» занимался Игорь Клеменков в студии SNC. Песни «Барабан» и «Reality» сводил Виталий Телезин в киевской студии Pteroduction Studio. Финальным треком «Outro» занимался Владимир Овчинников в «Тон студии» Мосфильма, также Овчинников занимался мастерингом всего альбома в той же студии. В записи песен «Ресницы», «Аэроплан», «Сердце» и «Outro» принял участие Оркестр кинемотографии под управлением С. И. Скрипки. Перкуссионные партии песен «Ресницы», «Лето», «Галлюциноген» прописал Владислав Окунев. Для песен «Вторая половина», «Лето», «Аэроплан» Олегом Чубыкиным были записаны гитарные акустические партии, также Чубыкин записал некоторые партии на электрогитаре в таких песнях, как «Ресницы», «Снег и вечер», «Reality», «Галлюциноген». На запись песни «Лето» был приглашён флейтист Константин Венёвцев и скрипачки Елена Фурсева с Анной Травкиной. В песнях «Барабан» и «Reality» синтезаторные партии прописывал В. Телезин. В композиции «Катя (маман)» партии на электрогитаре частично записал Юровский. Над специальным эффектом в композиции «Барабан» работал Игорь Герасимов. Синтезаторные партии в песне «Пух и перья» были записаны Евгением Панковым. Звуковое оформление песни «Норвегия» принадлежит Даниилу Калашнику (группа «NetSlov»). Дизайном альбома занимался М. Жаворонков, фотографии предоставил Вадим Гортниский, другие художественные фотографии предоставила Екатерина Коватёва.

## Список композиций
Слова и музыка всех песен — Борис Бурдаев, Бурдаев Константин..
| №                   | Название            | Длительность |
| ------------------- | ------------------- | ------------ |
| 1.                  | «Вторая половина»   | 3:50         |
| 2.                  | «Барабан»           | 2:51         |
| 3.                  | «Ресницы»           | 2:50         |
| 4.                  | «Лето»              | 4:07         |
| 5.                  | «Снег и вечер»      | 2:44         |
| 6.                  | «Аэроплан»          | 4:56         |
| 7.                  | «Катя (маман)»      | 3:18         |
| 8.                  | «Reality»           | 4:16         |
| 9.                  | «Пух и перья»       | 3:00         |
| 10.                 | «Сердце»            | 3:45         |
| 11.                 | «Галлюциноген»      | 2:57         |
| 12.                 | «Кустурица»         | 2:55         |
| 13.                 | «Раненое Солнце»    | 3:49         |
| 14.                 | «Норвегия»          | 3:30         |
| 15.                 | «Outro»             | 0:51         |
| Общая длительность: | Общая длительность: | 49:47        |

## Участники записи
| Братья Грим - Борис «Грим» Бурдаев – вокал, гитара. - Константин «Грим» Бурдаев – бас-гитара, бэк-вокал. - Максим Малицкий – гитара. - Андрей Тимонин – клавиши. - Денис Попов – барабаны. Приглашённые музыканты - Евгений Панков – синтезатор. - Владислав Окунев – барабаны. - Константин Венёвцев – флейта. - Елена Фурсева – скрипка. - Анна Травкина – скрипка. | Технический персонал - Леонид Бурлаков – продюсер, концепт оформления. - Олег Чубыкин – сопродюсер. - Владимир Овчинников – мастеринг, звукорежиссёр (14). - Виталий Телезин – звукорежиссёр (2, 8). - Игорь Клименков – звукорежиссёр (1, 3, 4, 11, 12). - Сергей Большаков – звукорежиссёр (5, 6, 7, 9, 10, 13). - Даниил Калашник – аранжировка (14). - Игорь Герасимов – звукорежиссёр. - Денис Юровский – инженер записи. - Вадим Гортинский – фотограф. - Екатерина Коватёва – фотограф. - М. Жаворонков – арт-оформление. |

## Видеоклипы
- Ресницы Архивная копия от 19 декабря 2020 на Wayback Machine (2005)
- Кустурица Архивная копия от 11 декабря 2020 на Wayback Machine (2005)